# Best-seller
Best-seller, também grafado best seller ou bestseller (do inglês: literalmente, 'o melhor vendedor'), é um livro ou outra mídia conhecida por seu status de mais vendido, por meio de listas  publicadas por jornais, revistas e cadeias de livrarias. Algumas listas são divididas por gênero ou tema (romance, livro de não ficção, livro de receitas, etc.). Um autor também pode ser referido como um best-seller se seus trabalhos aparecem frequentemente nessas listas de mais vendidos. Nos Estados Unidos, tais listas são publicadas por Publishers Weekly, USA Today, The New York Times e The Washington Post. No Brasil, são publicadas pela revista Veja. A maioria dessas listas rastreia as vendas de livros nas grandes redes de livrarias nacionais, tais como a Saraiva mas também nas livrarias independentes e em grandes varejistas de e-commerce, como Amazon.com e Barnes & Noble.
Todavia o uso do termo best-seller não é geralmente associado a dado  quantitativo de vendas e pode ser empregado de forma vaga, pelas editoras, simplesmente para efeito de propaganda. Livros de alto valor acadêmico superior tendem a não se tornar best-sellers, embora haja exceções. As listas simplesmente fornecem os títulos mais vendidos na categoria durante um certo período. Alguns livros venderam muito mais cópias do que os atuais best-sellers, mas ao longo de um maior intervalo de tempo.
Sucessos de bilheteria para filmes e sucessos de vendas em música gravada são termos semelhantes, embora, em filmes e música, essas medidas geralmente estejam relacionadas aos números de vendas da indústria para atendimento, solicitações, reproduções de transmissão ou unidades vendidas.
Particularmente no caso de romances, recursos de marketing e uma rede de agentes literários, editores, revisores, varejistas, bibliotecários  estão envolvidos em "fabricar" best-sellers, ou seja, promover o aumento das vendas. 
O historiador alemão S. H. Steinberg definiu best-seller como um livro cuja demanda, pouco tempo depois da sua publicação inicial, excede em muito o que então é considerado um grande volume de vendas.